# Laurent Schobert
Pour les articles homonymes, voir Schobert.

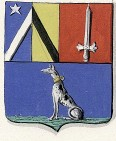
Armoiries du baron Schobert

Laurent Schobert, né le 30 avril 1763 à Sarrelouis (Sarre), mort le 30 avril 1846 à Paris, est un général français de la Révolution et de l’Empire.

## États de service
Admis à la solde comme enfant du corps le 30 avril 1770, dans le régiment de Nassau-Saarbruck, il s’y engage le 1er février 1779, et il fait la campagne de Genève en 1782. Il est nommé caporal le 11 mars 1784, et sergent fourrier le 7 septembre 1784.
Le 1er janvier 1791, il devient sergent-major, et il participe aux campagnes de 1792 à l’an V, aux armées du Rhin, de la Moselle et de armée de Sambre-et-Meuse. Il obtient le grade de sous-lieutenant le 22 août 1792, celui de lieutenant adjudant-major le 1er septembre suivant, et celui de capitaine le 15 mars 1793.
Le 30 août 1795, il prend les fonctions d’aide de camp du général Grenier, et le 24 octobre 1796, il passe en cette qualité dans la garde du Directoire. Le 3 janvier 1800, il commande une compagnie d’infanterie légère dans la Garde des consuls, et il se distingue par son courage le 14 juin 1800, à la bataille de Marengo. Il est promu chef de bataillon le 18 octobre 1803, au 4e régiment d’infanterie de ligne, et major dans le même régiment le 22 décembre 1803. Il est fait chevalier de la Légion d’honneur le 25 mars 1804, et il est nommé colonel le 1er février 1805, au 3e régiment d’infanterie de ligne.
Il fait les campagnes d’Allemagne, de Prusse et de Pologne de 1805 à 1807, avec la Grande Armée. Sa brillante conduite à la bataille d’Austerlitz le 2 décembre 1805, lui vaut la croix de commandeur de la Légion d’honneur le 25 décembre 1805. Il est blessé d’un coup de biscaïen à l’aine droite le 10 juin 1807, à la bataille d'Heilsberg, et est fait prisonnier le même jour. 
Remis en liberté le 10 août 1807, il est employé à l’armée d’observation du Rhin en 1808, et à celle d’Allemagne en 1809. Il est créé baron de l’Empire le 1er avril 1809, et il est blessé à la jambe droite à la bataille de Wagram le 6 juillet 1809. En 1811, il est envoyé à l’armée d’Espagne, et il est promu général de brigade le 6 août 1811, au camp de Bayonne. Le 24 septembre suivant, il prend le commandement de l’Île d'Oléron dans la 12e division militaire. Le 22 juillet 1812, il est appelé à la Grande Armée, comme commandant de la 2e brigade de la 31e division d’infanterie du 9e corps d’armée, et en 1813, il fait la campagne en Allemagne et en Saxe. Il est fait prisonnier le 5 décembre 1813, à Stettin, lors de la reddition de cette ville.
De retour en France le 10 juin 1814, il est fait chevalier de Saint-Louis le 27 décembre suivant et il est placé en non activité, à la réorganisation de l’armée. Pendant les Cent-Jours, l’Empereur l’affecte le 14 avril 1815, dans une division de gardes nationales actives à l’armée du Rhin. Au retour des Bourbon, il est mis en non activité le 18 octobre 1815, et il est admis à la retraite le 1er janvier 1816.
Il meurt le 30 avril 1846, à Paris. Sa tombe se trouve à Blandy-les-Tours en Seine-et-Marne.

## Dotation
Le 17 mars 1808, il est donataire d’une rente de 4 000 francs en Westphalie.

## Armoiries
| Figure | Nom du baron et blasonnement |
| ------ | --- |
|        | Armes du baron Laurent Schobert et de l'Empire, décret du 19 mars 1808, lettres patentes du 1er avril 1809, commandeur de la Légion d'honneur Coupé le premier parti, à dextre de deux traits, au premier d'azur à la barre d'argent à dextre en chef d'une étoile des mêmes, au second d'or, à la bande de sable ; à sénestre de gueules au signe des barons tirés de l'armée, au second du coupé d'azur au lévrier assis moucheté de sable, colleté d'or et soutenu de sinople - Livrées : les couleurs de l'écu en verd en bordures seulement. |

## On trouve sur sa tombe au cimetière de Blandy les Tours 77
Au général baron Schobert 

Commandeur de la légion d’honneur

Chevalier des ordres de St Louis et de la couronne de fer

Né le 30 avril 1763

Enfant de corps le 30 avril 1771

Volontaire le 30 avril 1779

Général de brigade le 6 août 1811

Mort le 30 avril 1846
À côté est enterrée sa femme :
Anne Joséphine Herbault

Baronne Schobert

décédée le 15 avril 1842

## Sources
- (en) « Generals Who Served in the French Army during the Period 1789 - 1814: Eberle to Exelmans »
- Thierry Pouliquen, « Les généraux français et étrangers ayant servis [sic] dans la Grande Armée » (consulté le 20 janvier 2015)
- « La noblesse d’Empire » (consulté le 20 janvier 2015)
- A. Lievyns, Jean Maurice Verdot, Pierre Bégat, Fastes de la Légion-d'honneur, biographie de tous les décorés accompagnée de l'histoire législative et réglementaire de l'ordre, Tome 4, Bureau de l’administration, 1844, 640 p. (lire en ligne), p. 418.
- (pl) « Napoléon.org.pl »
- Vicomte Révérend, Armorial du premier empire, tome 4, Honoré Champion, libraire, Paris, 1897, p. 227.
- Pierre Jullien de Courcelles, Dictionnaire historique et biographique des généraux français : depuis le onzième siècle jusqu'en 1822, Tome 9, l’Auteur, 1823, 564 p. (lire en ligne), p. 137.
- Georges Six, Dictionnaire biographique des généraux & amiraux français de la Révolution et de l'Empire (1792-1814), Paris : Librairie G. Saffroy, 1934, 2 vol., p. 436